# 5 Pułk Strzelców Konnych (Cesarstwo Niemieckie)

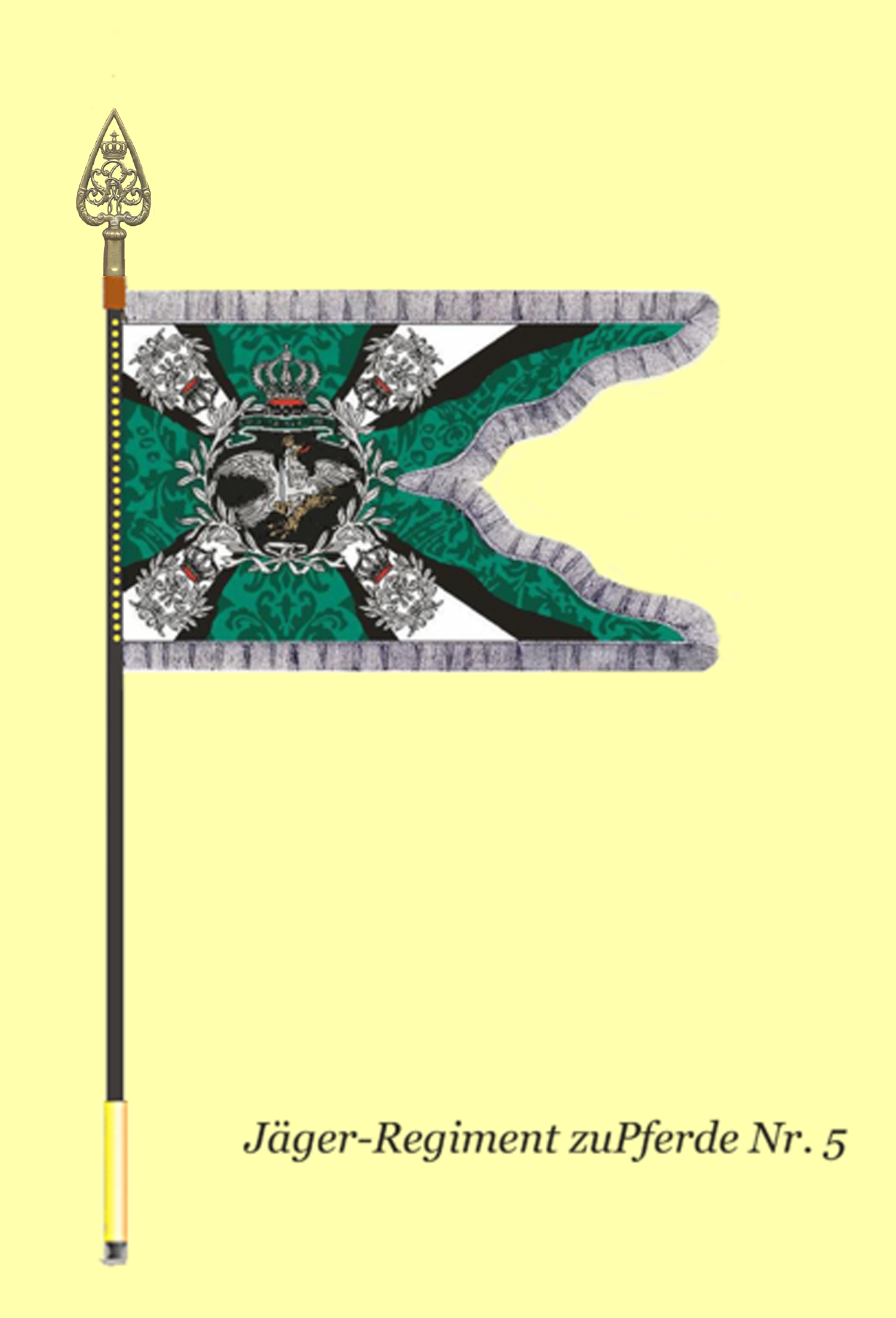
Sztandar pułku

5 pułk strzelców konnych (niem. Jäger-Regiment zu Pferde Nr. 5) – pułk kawalerii niemieckiej okresu Cesarstwa Niemieckiego.
Pułk sformowany 1 października 1908. Stałym garnizonem tej jednostki była alzacka miejscowość Mülhausen. Oddział wchodził w skład XIV Korpusu Armijnego .

 Wiosną 1914 był w strukturze 29 Brygady Kawalerii z  29 Dywizji Piechoty.
W wyniku mobilizacji, w sierpniu 1914 pułk osiągnął gotowość bojową i w składzie 28 Dywizji Piechoty z XIV Korpusu Armijnego został wysłany na front zachodni.

## Podporządkowanie
- XIV Korpus Armijny – Karlsruhe
  - 29 Dywizja Piechoty (29. Infanteriedivision) – Fryburg Bryzgowijski
    - 29 Brygada Kawalerii (29. Kavalleriebrigade) – Mülhausen
      - 5 pułk strzelców konnych – Mülhausen